# Europsko prvenstvo u veslanju 1953.
Europsko prvenstvo u veslanju 1953. godine održano je na jezeru Bagsværd u blizini danske prijestolnice Kopenhagena. Muško natjecanje održano je u svih sedam olimpijskih kategorija (M1x, M2x, M2-, M2+, M4-, M4+, M8+). Natjecanje je također bilo svojevrsni probni događaj za žensko veslanje u organizaciji Međunarodne veslačke federacije (FISA), s devet zemalja koje su se natjecale u četiri kategorije čamaca (W1x, W2x, W4+, W8+) na regatnoj udaljenosti od 1000 m (muškarci su se natjecali preko 2000 m). Svrha ovog događaja bila je vidjeti treba li žensko veslanje formalno postati dijelom Europskog prvenstva u veslanju koje organizira FISA.

## Ženska proba
Ženska proba bila je treća regata organizirana kako bi se provjerilo je li međunarodno žensko veslanje izvedivo. Četiri zemlje sudjelovale su na prethodnim testnim događajima (Mâcon 1951. i Amsterdam 1952.): Francuska, Velika Britanija, Nizozemska i Danska. Godine 1953., četirima početnim zemljama pridružile su se Norveška, Finska, Austrija, Zapadna Njemačka i Poljska. Natjecale su se iste četiri kategorije čamaca (W1x, W2x, W4+, W8+) kao i prethodnih godina.
Za događaj u osmercu prijavljena su samo tri čamca, a jedno jedino natjecanje odlučilo je o medaljama: Nizozemska je osvojila zlato, srebro je pripalo Velikoj Britaniji, a danska posada je dobila broncu.
Kao dio Europskog prvenstva 1953. godine, FISA je održala kongres u Kopenhagenu. Tada je odlučeno da žensko veslanje postane službeni dio Europskog prvenstva, a prvi potpuni događaj održao se 1954. godine u Amsterdamu. Osim toga, od 1954. godine u regatu je dodana i peta klasa čamca: četverac s kormilarom.

## Medalje muških disciplina
| Kategorija | Zlato | Zlato   | Srebro | Srebro  | Bronca | Bronca  |
| ---------- | --- | ------- | --- | ------- | --- | ------- |
| Kategorija | Natjecatelj | Vrijeme | Natjecatelj | Vrijeme | Natjecatelj | Vrijeme |
| M1x        | Jugoslavija Perica Vlašić |         | Poljska Teodor Kocerka |         | Francuska Achille Giovannoni |         |
| M2x        | Švicarska Peter Stebler Erich Schriever |         | Sovjetski savez Ernst Verbin Juri Sorokin |         | Jugoslavija Dragutin Petrovečki Milan Korošec |         |
| M2-        | Sovjetski savez Igor Buldakov Viktor Ivanov |         | Belgija Michel Knuysen Bob Baetens |         | Danska Finn Pedersen Kjeld Østrøm |         |
| M2+        | Francuska Guy Nosbaum Claude Martin Daniel Forget (cox) |         | Zapadna Njemačka Helmut Heinhold Heinz Manchen Otto Nordmeyer (cox) |         | Belgija René Verhoeven Joseph Van Thillo Henri de Brie (cox)                                                                                            |         |
| M4-        | Danska Helge Muxoll Schrøder Björn Brönnum Leif Hermansen Ole Scavenius Jensen                                                                                           |         | Norveška Carl Monssen Odd Johanson Kjell Gundersen Svein Hansen |         | Velika Britanija Gavin Sorrell James Green Colin Porter Edward Field                                                                                    |         |
| M4+        | Čehoslovačka Karel Mejta Jiří Havlis Jan Jindra Stanislav Lusk Miroslav Koranda (cox)                                                                                    |         | Sovjetski savez Kirill Putyrsky Georgiy Bryulgart Georgy Gushchenko Boris Fyodorov Boris Brechko (cox)                                                                       |         | Švicarska Rico Bianchi Karl Weidmann Émile Ess Heini Scheller Walter Leiser (cox)                                                                       |         |
| M8+        | Sovjetski savez Yevgeny Brago Vladimir Rodimushkin Slava Amiragov Igor Borisov Yevgeny Samsonov Leonid Gissen Aleksey Komarov Vladimir Kryukov Alexander Majantsev (kor) |         | Danska Flemming Nimb Kjeld Larsen Børge Hougaard Svend Erik Schougaard Wesley Ernest Pedersen Walter Schröder Kurt Andersen Krog Aage Nielsen Drejer Finn Hansen Aabye (kor) |         | Francuska Pierre Blondiaux Jean-Jacques Guissart Marc Bouissou Roger Gautier Jean-Paul Pieddeloup Jean Rivière Géo Rouhaud René Lotti Lionel Biet (kor) |         |